# Shiaimam
Shiaimamerna är enligt shiamuslimerna profeten Muhammeds rättmätige efterträdare. De härstammar från Muhammed genom hans dotter Fatima Zahra och hennes make Ali ibn Abi Talib och Ali räknas som den förste av dessa. 
Ali var den fjärde kalifen, vars son Hasan tvingades avstå kalifatet till Muawiya ibn abi Sufyan. Hasan förbehöll sig och sina efterkommande titeln imam i Hijaz, med säte i Medina. Efter Hasan övergick denna värdighet till hans bror Husayn. Denne och de närmast efterkommande imamerna gjorde fruktlösa försök att rycka till sig kalifatet.

## Släktträd
|                     |                     |                     |                     | Ali ibn Abi Talib   |                     |  |  |                               |                        |                        |                        |                        |                        |  |  |  |  |  |  |  |  |  |  |  |  |
|                     |                     |                     |                     |                     |                     |  |  |                               |                        |                        |                        |                        |                        |  |  |  |  |  |  |  |  |  |  |  |  |
|                     |                     |                     |                     |                     |                     |  |  |                               |                        |                        |                        |                        |                        |  |  |  |  |  |  |  |  |  |  |  |  |
| Hasan ibn Ali       | Hasan ibn Ali       | Hasan ibn Ali       | Hasan ibn Ali       | Hasan ibn Ali       | Hasan ibn Ali       |  |  | Husayn ibn Ali                | Husayn ibn Ali         | Husayn ibn Ali         | Husayn ibn Ali         | Husayn ibn Ali         | Husayn ibn Ali         |  |  |  |  |  |  |  |  |  |  |  |  |
| Hasan ibn Ali       | Hasan ibn Ali       | Hasan ibn Ali       | Hasan ibn Ali       | Hasan ibn Ali       | Hasan ibn Ali       |  |  | Husayn ibn Ali                | Husayn ibn Ali         | Husayn ibn Ali         | Husayn ibn Ali         | Husayn ibn Ali         | Husayn ibn Ali         |  |  |  |  |  |  |  |  |  |  |  |  |
|                     |                     |                     |                     |                     |                     |  |  | Ali Zayn al-Abidin ibn Husayn |                        |                        |                        |                        |                        |  |  |  |  |  |  |  |  |  |  |  |  |
|                     |                     |                     |                     |                     |                     |  |  |                               |                        |                        |                        |                        |                        |  |  |  |  |  |  |  |  |  |  |  |  |
|                     |                     |                     |                     |                     |                     |  |  |                               |                        |                        |                        |                        |                        |  |  |  |  |  |  |  |  |  |  |  |  |
| Zayd ibn Ali        | Zayd ibn Ali        | Zayd ibn Ali        | Zayd ibn Ali        | Zayd ibn Ali        | Zayd ibn Ali        |  |  | Muhammad al-Baqir             | Muhammad al-Baqir      | Muhammad al-Baqir      | Muhammad al-Baqir      | Muhammad al-Baqir      | Muhammad al-Baqir      |  |  |  |  |  |  |  |  |  |  |  |  |
| Zayd ibn Ali        | Zayd ibn Ali        | Zayd ibn Ali        | Zayd ibn Ali        | Zayd ibn Ali        | Zayd ibn Ali        |  |  | Muhammad al-Baqir             | Muhammad al-Baqir      | Muhammad al-Baqir      | Muhammad al-Baqir      | Muhammad al-Baqir      | Muhammad al-Baqir      |  |  |  |  |  |  |  |  |  |  |  |  |
|                     |                     |                     |                     |                     |                     |  |  | Jafar as-Sadiq                |                        |                        |                        |                        |                        |  |  |  |  |  |  |  |  |  |  |  |  |
|                     |                     |                     |                     |                     |                     |  |  |                               |                        |                        |                        |                        |                        |  |  |  |  |  |  |  |  |  |  |  |  |
|                     |                     |                     |                     |                     |                     |  |  |                               |                        |                        |                        |                        |                        |  |  |  |  |  |  |  |  |  |  |  |  |
| Ismail ibn Jafar    | Ismail ibn Jafar    | Ismail ibn Jafar    | Ismail ibn Jafar    | Ismail ibn Jafar    | Ismail ibn Jafar    |  |  | Musa al-Kazim                 | Musa al-Kazim          | Musa al-Kazim          | Musa al-Kazim          | Musa al-Kazim          | Musa al-Kazim          |  |  |  |  |  |  |  |  |  |  |  |  |
| Ismail ibn Jafar    | Ismail ibn Jafar    | Ismail ibn Jafar    | Ismail ibn Jafar    | Ismail ibn Jafar    | Ismail ibn Jafar    |  |  | Musa al-Kazim                 | Musa al-Kazim          | Musa al-Kazim          | Musa al-Kazim          | Musa al-Kazim          | Musa al-Kazim          |  |  |  |  |  |  |  |  |  |  |  |  |
| Muhammad al-Mahdi   | Muhammad al-Mahdi   | Muhammad al-Mahdi   | Muhammad al-Mahdi   | Muhammad al-Mahdi   | Muhammad al-Mahdi   |  |  | Ali ar-Rida                   | Ali ar-Rida            | Ali ar-Rida            | Ali ar-Rida            | Ali ar-Rida            | Ali ar-Rida            |  |  |  |  |  |  |  |  |  |  |  |  |
| Muhammad al-Mahdi   | Muhammad al-Mahdi   | Muhammad al-Mahdi   | Muhammad al-Mahdi   | Muhammad al-Mahdi   | Muhammad al-Mahdi   |  |  | Ali ar-Rida                   | Ali ar-Rida            | Ali ar-Rida            | Ali ar-Rida            | Ali ar-Rida            | Ali ar-Rida            |  |  |  |  |  |  |  |  |  |  |  |  |
| Fatimidiska kalifer | Fatimidiska kalifer | Fatimidiska kalifer | Fatimidiska kalifer | Fatimidiska kalifer | Fatimidiska kalifer |  |  | Muhammad Jawad at-Taqi        | Muhammad Jawad at-Taqi | Muhammad Jawad at-Taqi | Muhammad Jawad at-Taqi | Muhammad Jawad at-Taqi | Muhammad Jawad at-Taqi |  |  |  |  |  |  |  |  |  |  |  |  |
| Fatimidiska kalifer | Fatimidiska kalifer | Fatimidiska kalifer | Fatimidiska kalifer | Fatimidiska kalifer | Fatimidiska kalifer |  |  | Muhammad Jawad at-Taqi        | Muhammad Jawad at-Taqi | Muhammad Jawad at-Taqi | Muhammad Jawad at-Taqi | Muhammad Jawad at-Taqi | Muhammad Jawad at-Taqi |  |  |  |  |  |  |  |  |  |  |  |  |
| Nizaritiska imamer  | Nizaritiska imamer  | Nizaritiska imamer  | Nizaritiska imamer  | Nizaritiska imamer  | Nizaritiska imamer  |  |  | Ali an-Naqi                   | Ali an-Naqi            | Ali an-Naqi            | Ali an-Naqi            | Ali an-Naqi            | Ali an-Naqi            |  |  |  |  |  |  |  |  |  |  |  |  |
| Nizaritiska imamer  | Nizaritiska imamer  | Nizaritiska imamer  | Nizaritiska imamer  | Nizaritiska imamer  | Nizaritiska imamer  |  |  | Ali an-Naqi                   | Ali an-Naqi            | Ali an-Naqi            | Ali an-Naqi            | Ali an-Naqi            | Ali an-Naqi            |  |  |  |  |  |  |  |  |  |  |  |  |
|                     |                     |                     |                     |                     |                     |  |  | Hasan al-Askari               |                        |                        |                        |                        |                        |  |  |  |  |  |  |  |  |  |  |  |  |
|                     |                     |                     |                     |                     |                     |  |  |                               |                        |                        |                        |                        |                        |  |  |  |  |  |  |  |  |  |  |  |  |
|                     |                     |                     |                     |                     |                     |  |  | Muhammad al-Mahdi al-Muntazar |                        |                        |                        |                        |                        |  |  |  |  |  |  |  |  |  |  |  |  |

## Enligtimamiterna

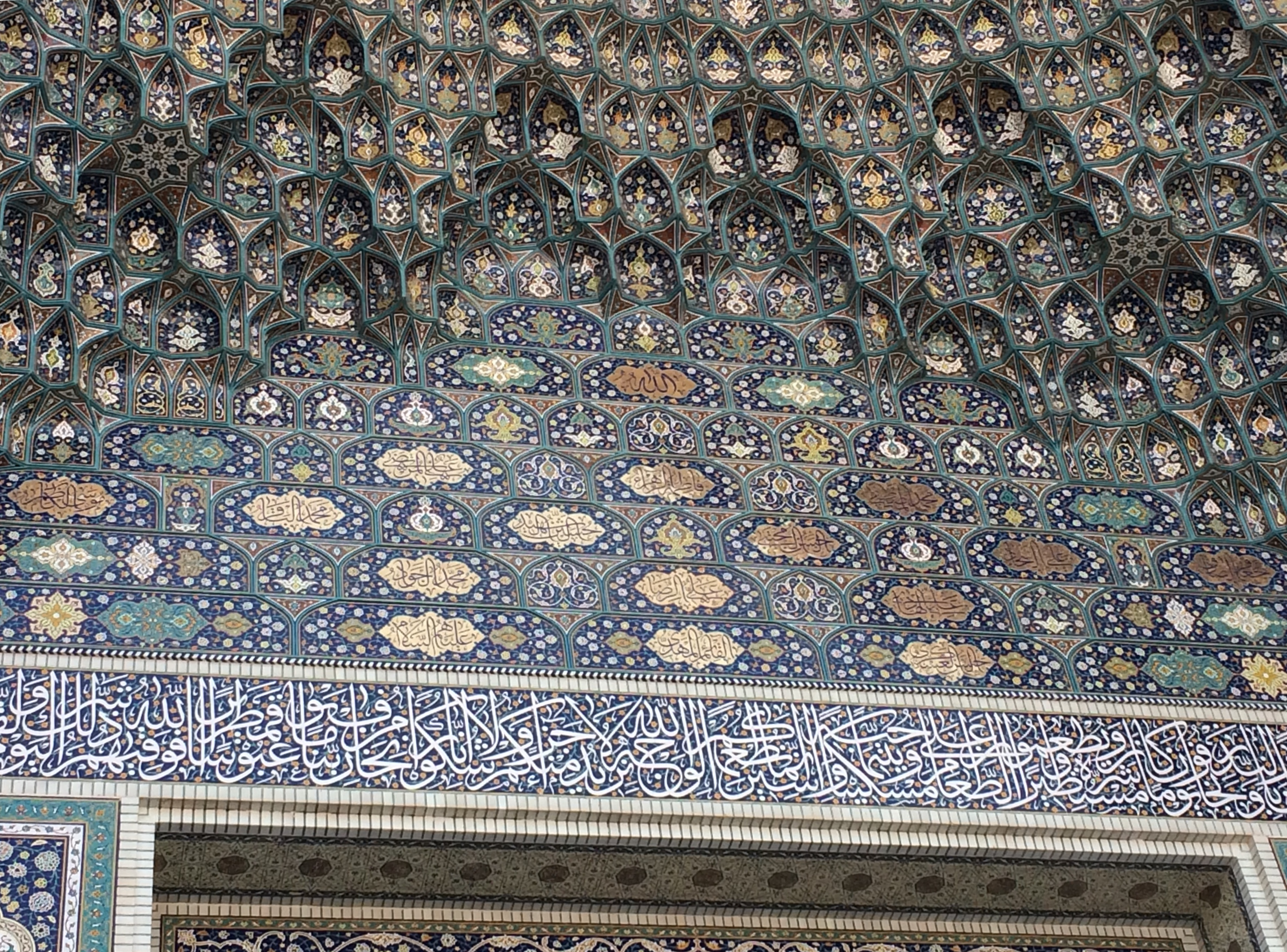
Shiaimamernas namn med guldbakgrund på arabiska, utöver namnen Allah, Muhammed och Fatima, i Imam Rezas helgedom.

1. Ali ibn Abi Talib
2. Hasan ibn Ali
3. Husayn ibn Ali
4. Ali Zayn al-Abidin ibn Husayn
5. Muhammad al-Baqir
6. Jafar as-Sadiq
7. Musa al-Kazim
8. Ali ar-Rida
9. Muhammad Jawad at-Taqi
10. Ali an-Naqi
11. Hasan al-Askari
12. Muhammad al-Mahdi al-Muntazar

## Enligtismailiterna
Skiljer sig angående efterföljarna till Jafar as-Sadiq.
- Ali ibn Abi Talib (har en speciellt ställning och numreras därför ej som imam)

1. Hasan ibn Ali
2. Husayn ibn Ali
3. Ali Zayn al-Abidin ibn Husayn
4. Muhammad al-Baqir
5. Jafar as-Sadiq
6. Ismail ibn Jafar
7. Muhammad al-Mahdi

- Fatimiderna

## Enligtzayditerna
Skiljer sig angående efterföljarna till Ali Zayn al-Abidin ibn Husayn.
1. Ali ibn Abi Talib
2. Hasan ibn Ali
3. Husayn ibn Ali
4. Ali Zayn al-'Abidin ibn Husayn
5. Zayd ibn Ali